# Pons de Capduoill
Pons de Capduelh, italianizzato in Ponzio di Capodoglio o Capdoill (fl. 1190-1237) è stato un trovatore alverniate e signore di Vertaison, proprietario di diversi castelli nella regione.

## Biografia
Pons partecipa alla terza crociata. Esiliato dalla sua terra nella metà del secondo decennio del XIII secolo, viaggiò per Proensa (per la Provenza) per poi partire con la quinta crociata, intorno al 1220, per visitare la Terrasanta, dove, secondo la tradizione, morì dopo aver partecipato alla conquista di Gerusalemme. 

## Opera
Le sue canzoni erano note per la loro grande gaiezza. Probabilmente fece la conoscenza della trobairitz Clara d'Anduza. Della sua opera ci restano circa una ventina di componimenti: sirventesi, cansos, un descort e  tre canzoni di crociata databili tutte e tre verso il 1213. In base a quanto viene raccontato, sembra fosse un buon poeta e un abile musicista, cantava molto bene e suonava tutti gli strumenti.

### Cansos
Secondo i racconti tradizionali, molte sue canzoni sono dedicate alla contessa Azalais (figlia di Bernard, barone d'Anduze della marca di Provenza, e moglie del conte d'Alvernia Ozils de Mercoeur) della quale era perdutamente innamorato. Sebbene lei ne ricambiasse le attenzioni, Pos iniziava ad essere percorso da un dubbio tormentoso; credeva che la contessa l'amasse solo per i piaceri che lui le procurava, dubbio aggravato dal comportamento di Azalais che gli sembrava molto discosto. Volle chiarire una volta per tutte la faccenda, finge così di legarsi alla viscontessa Audiartz (sposata nel 1170 a Rosselin, signore di Marsiglia). Azalais lo tacciò d'infedeltà e non volle più parlagli. Dopo diverso tempo, senza aver nessuna notizia, il trovatore non tarda a pentirsi, ma invano tenta di giustificasi e molti dei versi in cui confessava i suoi torti restarono senza risposta, fino a che Pons non chiese a tre dame di fare da intermediarie, le quali riuscirono a farlo riconciliare.
              Qui per nesci cuidar

          fai trop gran fallimen

          a dan li deu tornar.

          E s'à mi mal en pren

          ni ma domna m decai,

          Be s tanh; que tal follia

          ai fach, que deuria

          morir d'ir' e d'esmai.

              E s'ieu per sobramar

          ai regnat folamen,

          ni per midons proar;

          si n'agra'l cor jauzen,

          s'il ferm voler qu'ieu n'ai

          de lieis servir partia.

          Ar conosc que l plairia;

          per qu'ai fach fol assai.

          [...]
Ja non er hom tan pros
          Ja non er hom tan pros

          que no sia blasmatz,

          quant es a tort fellos;

          que.l rics bars e l'onratz

          n'es plus cars e plus bos,

          quan conois sas foudatz;

          c'aissi jutga rasos

          los valentz e.ls presatz,

          c'aissel que s'umelia

          de son faillimen

          deu trobar chausimen

          e l'orgoillos feunia,

          car qui mal fai mal pren.

          [...]

### Componimenti
- Non vueill aver l'emperi d'Alamanha

#### Cansos
- Aissi m'es pres con sellui, que cerquan
- Astrucs es cel cui amors ten jojos[6]
- Ben es fols cel que reingna [7]
- Be sai que per sobrevoler
- Coras que.m tengues jauzem
- Ges per la coindeta saison
- Humils e francs e fis soplei ves vos
- Ja non er hom tan pros
- L'adregz solatz e l'avinens compaigna
- L'amoros pensamens
- Lejals amics cui amors te jojos (Con notazione musicale solo ms. W)
- Ma dona·m ditz qu'ieu fatz orguelh
- Meills qu'om no pot dir ni pensar(Con notazione musicale solo ms. G)
- Per joy d'amor e de fis amadors
- Qui per nesci cuidar[8]
- S'eu fis ni dis nuilla sazo (Con notazione musicale solo ms. G)
- Se totz los gaugs e·ls bes
- Si com sellui c'a pro de valledors[9]
- Tant m'a donat fin cor e ferm voler
- Tant mi destrein uns desconortz qi·m ve
- Tuit disen qe·l temps de pascor
- Un gai descort tramet lei cui desir
- Us gais consortz me fai gajamen far

#### Canzoni di crociata
- En honor del pair' en cui es
- Ar nos sia capdelhs e garentia
- So qu'om plus vol e plus es voluntos

#### Planh
- De totz caitius sui eu aicel que plus (per la morte di Azalais)

#### Componimenti contesi ad altri trovatori
- Anc mais nulhs hom no fon apoderatz[10] (canso di Pistoleta)
- Be·m plai lo gais temps de pascor[11] (sirventes di Bertran de Born)
- Selh, cui joys tanh ni chantar sap[12] (canso di Raimon de Miraval)
- Compaignon, ab joi mou mon chan[13] (canso di Guillem de Saint Didier)
- En tanta guisa·m men' Amors (canso di Gui d'Ussel)
- Locx es c'om se deu alegrar[14] (sirventes di Pons Fabre d'Uzes)
- Lo gens temps m'abelis e·m platz[15] (canso di Arnaut de Mareuil)
- Longa sazon ai estat vai amor[16] (canso di Jordan de l'Isla de Venessi)
- Meravil me cum pot nuls hom chantar[17] (canso di Folchetto di Marsiglia)
- Per fin' amor ses enjan (Anonimo)
- Si ai perdut mon saber[18] (canso di Pons d'Ortaffa)
- Si cum li peis an en l'aiga lor vida[19] (canso di Arnaut de Mareuil)
- Tot francamen, dompna, veing denan vos[20] (canso di Peire de Barjac)